# Granzin
Granzin település Németországban, Mecklenburg-Elő-Pomeránia tartományban. Lakosainak száma 372 fő (2023. december 31.). Granzin Obere Warnow, Rom (Mecklenburg) és Werder községekkel határos.

## Népesség
A település népességének változása:
| Lakosok száma | 439  | 430  | 388  | 376  | 372  |
|               | 2017 | 2019 | 2021 | 2022 | 2023 |